# Wide Angles (musikalbum)
Wide Angles är ett musikalbum från 2003 av den amerikanske saxofonisten Michael Brecker.

## Låtlista
Alla låtar är skrivna av Michael Brecker om ej annat anges.
1. Broadband – 6:45
2. Cool Day in Hell – 7:51
3. Angle of Repose – 6:41
4. Tumbuktu – 7:51
5. Night Jessamine – 5:20
6. Scylla (Michael Brecker/George Whitty) – 10:39
7. Brexterity – 6:39
8. Evening Faces (Don Grolnick) – 7:13
9. Modus Operandy – 5:26
10. Never Alone – 5:39

## Medverkande
- Michael Brecker – tenorsaxofon, arrangör
- Alex Sipiagin – trumpet
- Iain Dixon – basklarinett
- Robin Eubanks – trombon
- Charles Pillow – engelskt horn, oboe
- Steve Wilson – altflöjt
- Mark Feldman – violin
- Erik Friedlander – cello
- Peter Gordon – valthorn
- Joyce Hammann – violin
- Lois Martin – viola
- Adam Rogers – gitarr
- John Patitucci – bas
- Antonio Sanchéz – trummor
- Daniel Sadownick – slagverk
- Gil Goldstein – arrangör, dirigent, orkestrering